# Дом для мамы
«Дом для мамы» — благотворительный проект православной службы помощи «Милосердие», московский кризисный центр помощи женщинам. Работает с февраля 2012 года, помогает находящимся в сложных обстоятельствах беременным женщинам и матерям с детьми.
Главные задачи центра — профилактика абортов и отказов от ребёнка.

## Здание
Здание, где располагается «Дом для мамы», до революции входило в храмовый комплекс церкви Святителя Алексия. Оно было передано Московской патриархии в 2000 году. Ремонт здания оплатил благотворительный фонд Василия Великого. В здании три этажа и подвальное помещение, в котором находится мастерская. На первом этаже расположены кабинеты сотрудников, на втором и третьем — жилые помещения, кухня и кладовка. При открытии кризисного центра здание освятил епископ Смоленский и Вяземский Пантелеимон.
Центр расположен по адресу: Москва, улица Станиславского, дом 22, строение 1.

## Помощь

### Получатели помощи
Подопечные кризисного центра — беременные женщины, стоящие перед выбором между абортом и сохранением ребёнка; женщины, готовые отказаться от родившихся детей в силу трудного материального положения или отсутствия поддержки родных; матери-одиночки с детьми, оказавшиеся без жилья, работы и материальных средств.
Самая многочисленная группа получателей помощи — приезжие молодые женщины, не способные воспользоваться помощью государства. Помощь предоставляется вне зависимости от наличия у получательниц московской прописки, от их национальности, вероисповедания, гражданства, отсутствия у них документов и наличия судимости. За время своей работы «Дом для мамы» оказал помощь гражданкам Украины, Молдавии, Таджикистана, Венесуэлы, Конго и Судана.
Отсутствие жилья у получателей помощи зачастую вызвано разрывом отношений с родственниками.
По информации, предоставленной «Домом для мамы» в марте 2015 года, около 40 % подопечных учреждения составляли женщины, которые в кризисной ситуации были готовы отказаться от ребёнка.

### Виды помощи
«Дом для мамы» включает в себя консультационный центр и приют. В консультационном центре можно получить помощь юриста, психолога и социального работника.
Учреждение оказывает и материальную помощь (например, детской одеждой и подгузниками). Один из видов помощи — оплата билетов на родину.

### Правовая, психологическая и другая помощь
Специалисты «Дома для мамы» (юристы, социальные работники и психологи) помогают женщинам выйти из сложной жизненной ситуации: наладить отношения с родственниками, восстановить документы, найти работу и жильё.
По словам Марии Студеникиной, руководителя «Дома для мамы», представление о семье у многих её подопечных не сформировано должным образом, поскольку они зачастую сами выросли в кризисных семьях, есть среди них и сироты. Самая распространённая проблема обратившихся за помощью — неумение строить взаимоотношения с окружающими, в частности, с родными и с отцом ребёнка. В случае разрыва отношений с родственниками специалисты центра пытаются восстановить их. Такие попытки в 80 % случаев приводят к возвращению женщины к своим родным.
Выпускницам детских домов организация помогает получить образование, жильё и трудоустроиться.
Профессиональное обучение — важное направление деятельности «Дома для мамы». Подопечных обучают парикмахерскому искусству, маникюру, флористике и бухгалтерскому учёту. Кроме того, матерей обучают правильно ухаживать за ребёнком.

## Приют
В приюте 20 мест: он рассчитан на 10 матерей и 10 детей. Если места заполнены, женщин направляют в другие церковные приюты.
Однако на проживание в приют не зачисляют автоматически. По словам руководителя центра, Марии Студеникиной, главное условие приёма на проживание — готовность женщины менять свою жизнь. Помимо того, обязательна надомная работа, которая оплачивается.
Срок пребывания в приюте определяется индивидуально: он может составлять и два дня, и год. Подопечные в основном узнают о приюте в родильных домах, храмах и социальных сетях.

## Материальное обеспечение
«Дом для мамы» принимает от благотворителей как финансовую, так и вещевую помощь — одеждой, средствами ухода, детскими колясками, подгузниками. Финансы предоставляют фонд Василия Великого, Комитет общественных связей Москвы, также проект получает гранты из государственных фондов.

## Статистика оказанной помощи
В конце 2012 года «Дом для мамы» в течение месяца оказывал юридическую помощь примерно 15 женщинам, психологическую помощь — примерно 10, гуманитарную — 150 семьям. К июню 2019 года «Дом для мамы» ежемесячно помогал примерно 400 семьям.
За пять лет с начала работы центра приютом воспользовались 186 женщин и 190 детей, за шесть лет — 223 женщины и 227 детей, за семь лет — 240 женщин и 250 детей.

## Акции
«Дом для мамы» проводит различные акции. В частности, для привлечения внимания как потенциальных подопечных, так и благотворителей предназначен день открытых дверей. В 2016 году, чтобы поддержать женщин в кризисной ситуации, была организована фотовыставка портретов подопечных.
С целью привлечения внимания общественности к проблеме абортов «Дом для мамы» принял участие в акции «Они могли бы пойти в школу», которая прошла во многих российских городах. В ходе этой акции как символ нерождённых детей в людных местах появились инсталляции из детской обуви.

## Оценки деятельности
На Пасху 2015 года патриарх Кирилл, посетив «Дом для мамы» и подарив матерям и детям пасхальные подарки, сказал, что создание подобных домов — «это очень правильная идея». В 2016 году митрополит Иларион (Алфеев) охарактеризовал деятельность центра по профилактике абортов как «прекрасный опыт».
Анна Кузнецова, Уполномоченный при президенте РФ по правам ребёнка, посетив в марте 2017 года «Дом для мамы», заявила, что если бы информация о подобных центрах была «масштабно распространена», многие женщины туда обратились бы, и добавила, что таким центрам «очень важно помогать», поскольку им сложно существовать на благотворительные пожертвования.